# Бебниси
Бебниси (груз. ბებნისი) — село в Грузии, на территории Карельского муниципалитета края (мхаре) Шида-Картли.

## География
Село находится в центральной части Грузии, на левом берегу реки Куры, на расстоянии приблизительно 0,5 километра (по прямой) к северо-востоку от города Карели, административного центра муниципалитета. Абсолютная высота — 650 метров над уровнем моря.

## Население
По результатам официальной переписи населения 2014 года в Бебниси проживал 1251 человек (618 мужчин и 633 женщины). В национальной структуре населения грузины составляли 94,8 %, армяне — 2,9 %, осетины — 1,4 %.
| Год  | Население, человек |
| ---- | ------------------ |
| 2002 | 1327               |
| 2014 | ↘ 1251             |